# Zeitgeist: The Movie
Zeitgeist: The Movie è un web film non profit del 2007 basato su teorie del complotto, diretto, prodotto e distribuito da Peter Joseph; è uscito in lingua inglese sottotitolato in diverse lingue, tra cui l'italiano e successivamente doppiato anche in italiano. Del film sono stati fatti due sequel: Zeitgeist: Addendum e Zeitgeist: Moving Forward.

## Introduzione
Il film sembra avere come bersaglio l'integralismo cristiano delle chiese riformate americane delle quali critica pesantemente l'opposizione all'evoluzione e la loro discendenza dalla Chiesa cattolica romana, che in parte sarebbe un'elaborazione dell'antica religione solare romana. È inoltre fortemente critico nei confronti dell'appoggio incondizionato dato dai cristiani statunitensi alla guerra dell'ex-presidente George W. Bush e il collateralismo al Partito Repubblicano con i suoi legami con gruppi bancari che l'opera ipotizza essere oscuri detentori del potere mondiale e addirittura finanziatori di Adolf Hitler. Tra gli altri argomenti, si parla anche del microchip RFID, che potrebbe un giorno essere impiantato sotto pelle alle persone come sostituto del denaro contante e della carta di credito.

## Struttura
È un documentario diviso in tre parti, apparentemente distinte ma rivolte verso un unico messaggio:
- La prima parte tratta della religione cristiana come mito, comparando la storia del Cristo con quella di diverse religioni precedenti, in particolare con il mito di Horus. Così facendo propone una lettura astrologica della Bibbia.
- La seconda parte rivisita gli attentati dell'11 settembre 2001 in chiave cospirazionista, i possibili artefici dell'attentato, chi possa averne tratto beneficio e se potevano essere evitati.
- La terza parte traccia un filo conduttore tra i grandi conflitti bellici che hanno coinvolto gli Stati Uniti, partendo dalla prima guerra mondiale sino alla seconda guerra del golfo, riconducendo il tutto alle logiche affaristiche dei maggiori cartelli bancari statunitensi e al ruolo principale della stessa Federal Reserve.

### Parte I: "La più grande storia mai raccontata"
La Parte I prende in esame le credenze cristiane stabilite nella Bibbia e ne critica la storicità. Il titolo (The Greatest Story Ever Sold) è un riferimento al film di George Stevens La più grande storia mai raccontata (The Greatest Story Ever Told), con un gioco di parole tra told ("raccontata") e sold ("venduta, gabellata").

#### Ipotesi sul mito di Gesù
Nella prosecuzione dell'ipotesi sul mito di Gesù, questa parte del film sostiene, su studi storici non comunemente accettati in ambito accademico, come quello sostenuto da D. M. Murdock nel suo libro The Christ Conspiracy, che il Cristo della storia sia un ibrido letterario ed astronomico e che la Bibbia si basi su principi astronomici documentati da molte antiche civiltà, specialmente pertinenti al movimento del Sole attraverso il cielo e le costellazioni. Il film specificamente menziona i collegamenti storici tra Gesù Cristo e la divinità egizia solare Horus. Secondo questo film, la religione ed i miti in generale possono essere impiegati per indurre le persone ad osservare principi di bontà o a ricordare eventi astronomici importanti e ricorrenti, ma in fin dei conti, se la maggior parte delle persone crede in qualcosa di fittizio, possono cadere nel pericolo di sopprimere la propria coscienza critica ed essere controllati (oppure oppressi).
Il film evidenzia tutte le narrazioni in comune riguardo alle principali divinità solari (Horus, Mitra, Dioniso, ecc.), segnalando, ad esempio, come abbiano la loro data di nascita tradizionale fissata al 25 dicembre, tre giorni dopo il solstizio d'inverno.
D'altra parte la data del 25 dicembre, che celebrava la festa del Sol Invictus (istituita da Aureliano nell'anno 274 d.C.), nell'anno 330 d.C. (dopo la battaglia di Ponte Milvio) venne scelta dall'imperatore Costantino I per accorpare la sua religione solare a quella cristiana. Nell'anno 337 questa data venne ufficializzata da papa Giulio I.
In base a calcoli di Clemente Alessandrino (libro Stromata d.C. 200 circa) si arriva a date che da novembre arrivano a gennaio; in effetti Clemente colloca la nascita di Gesù «194 anni, un mese, 13 giorni prima della morte dell'imperatore Commodo (31 dicembre 192)», calcolandola al 3 a.C. oppure al 2 a.C.

### Parte II: "Tutto il mondo è un palcoscenico"
In base a teorie presentate nella Parte II, si sostiene che gli Stati Uniti fossero stati avvertiti da più parti sull'incombere degli attentati dell'11 settembre 2001, e che lo stesso sistema di coordinamento dei radar del NORAD fosse stato deliberatamente messo in confusione attraverso la programmazione di wargame che per l'appunto inscenavano diversi attacchi terroristici contro bersagli civili e militari eseguiti con aerei di linea. In questo modo i veri aerei dirottati avrebbero potuto raggiungere i loro bersagli anche dopo più di mezz'ora dal primo attacco. Inoltre propone un'ipotesi su come i grattacieli del World Trade Center avrebbero potuto essere distrutti con una demolizione controllata.

#### Cover-up dell'undici settembre
Inoltre, il film sostiene che ben sei dei cosiddetti dirottatori siano ancora in vita, e cerca di dimostrare che fosse impossibile per il pilota Hani Hanjour riuscire nel compito di far volare il Boeing 757 (attentato al Pentagono dell'11 settembre 2001) nella traiettoria verso il Pentagono.
Infine conclude sostenendo un insabbiamento della verità nel Rapporto della Commissione sull'11 settembre da parte dell'Amministrazione Bush, e una sorta di carenza di approfondimento da parte dei mezzi di comunicazione più importanti riguardo alle indagini tecniche e giudiziarie. Questa sezione sostiene apertamente che il 9/11 venne orchestrato «per togliere i diritti civili dei cittadini in modo da permettere ad una presunta organizzazione di potere di ottenere guadagni dalle spese in armamenti e con la conquista dei pozzi petroliferi».

### Parte III: "Non badate agli uomini dietro le quinte"
Secondo la Parte III, potentissimi banchieri porterebbero avanti una cospirazione dall'inizio del Novecento, in modo da arrivare alla dominazione del mondo e così aumentare la propria ricchezza e potenza. Le loro società avrebbero utilizzato la loro ricchezza per aumentare il panico finanziario, provocando molteplici crisi delle borse, causando (mediante la diffusione di voci allarmistiche tramite la stampa che controllano) il fallimento di molte piccole banche indipendenti concorrenti, dando luogo al loro consolidamento e fusione o accorpamento alle più grosse istituzioni che questi manovratori occulti controllerebbero.

#### Il complotto del voto elettronico
Il film presenta la teoria del complotto elettronico e sostiene che la Federal Reserve, la Banca centrale degli Stati Uniti, sarebbe stata creata per rubare la ricchezza della nazione (tra le altre tesi cospirazioniste, ricorda la presunta correlazione fra la firma nel 1963 da parte del Presidente John Fitzgerald Kennedy di una risoluzione per autorizzare la convertibilità dell'argento, allo scopo di rendere il Dipartimento del Tesoro indipendente dai prestiti della Fed, e il suo omicidio). Sostiene che le guerre combattute dagli USA abbiano portato immensi profitti a pochi magnati. Ipotizza che l'obiettivo di questi banchieri possa essere quello di raggiungere la supremazia mondiale su un pubblico facilmente controllabile e ricattabile.

#### Fine del dollaro, unione di Canada, Messico ed USA
In questa sezione del film si ipotizza l'esistenza di un movimento occulto per cambiare la Costituzione statunitense e porre fine al dollaro mediante la sua crisi ed infine, dopo il crack economico, disoccupazione e disordini, l'instaurazione di un governo autoritario e la progressiva fusione degli Stati Uniti, del Canada e del Messico in una costituenda Unione Nordamericana, un superstato simile all'Unione europea, che avrà un'unica moneta, l'amero, e che, secondo quello che sostiene il film, assieme ad una ventura Unione Africana ed alla ancora molto futuribile Unione asiatica, potrebbero un giorno essere gradualmente fusi nel Governo mondiale unico. Il film conclude immaginando che, sotto questo tipo di governo, ad ogni essere umano potrebbe essere impiantato un microchip RFID che, con l'apparente sembianza di un più sicuro documento di riconoscimento, potrebbe essere anche utilizzato per monitorare gli individui e sopprimere il dissenso. Nonostante tutto, il film si conclude in modo ottimistico, confidando che tramite la presa di coscienza mondiale del complesso di questi fatti si possa arrivare al rovesciamento di queste forze oscure, che in gran parte trarrebbero la loro forza dall'essere in ombra e dal mascherare i propri obiettivi e manovre. Infine queste forze oppressive verranno rovesciate e si avrà il trionfo definitivo della rivoluzione.

## Osservazioni e critiche
- La storica e archeologa D. M. Murdock, che ha pubblicato con lo pseudonimo di Acharya S il libro sul quale il film si basa per la parte riguardante il parallelismo tra Gesù e la divinità egiziana Horus, non ha una formazione accademica da egittologa ed una delle critiche fondamentali che le si rivolgono è di non aver attinto da fonti primarie ma di aver utilizzato fonti poco attendibili come Ancient Egypt: The Light of the World di Gerald Massey. Nel suo ultimo libro Christ in Egypt (Ed. 2009) l'autrice replica che il suo lavoro non si ispirerebbe a quello di Massey (sebbene a distanza di cento anni risulterebbe sostanzialmente corretto) ma su molteplici fonti di egittologi tra cui cita Margaret Murray, egittologa e antropologa vissuta negli anni trenta, che nel libro Il Dio delle streghe si è occupata di stregoneria medievale cercando di trovare le sue radici nel periodo pre-cristiano. Anche la storicità del lavoro della Murray è ancora molto discussa e le sue argomentazioni sono oggi aspramente criticate in ambito accademico: tra gli storici che criticano la sua impostazione di ricerca e quindi i risultati raggiunti ci sono Norman Cohn, Ronald Hutton, G. L. Kittredge, Keith Thomas, J. B. Russell e Carlo Ginzburg. Questo getta ulteriori ombre sulla canonicità storico/scientifica dell'opera della D.M. Murdock. Si consideri inoltre che, analogamente a quanto affermato dagli egittologi in relazione alle tesi di Massey, la ricostruzione della vita di Iside e Horus fatta dalla Murdock è in aperto contrasto con i risultati raggiunti dall'attuale egittologia e non trova riscontri nella narrazione delle vicende di Horus e Iside come narrate nella mitologia egizia[12]. L'unica fonte di riferimento per questa tesi resterebbe quindi l'iscrizione di Luxor, in una traduzione e interpretazione considerata dagli egittologi moderni totalmente fallace[13], che non trova altri referenti se non il succitato Massey.

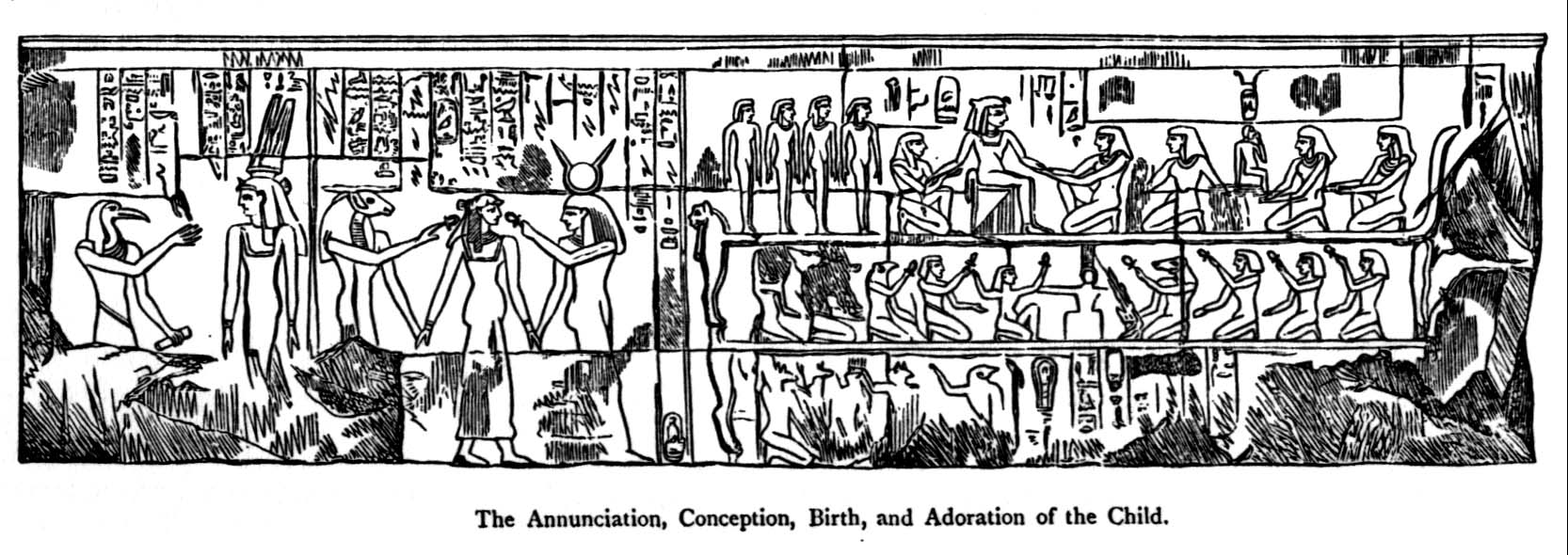
Iscrizione di Luxor presa dal libro The Historical Jesus and The Mythical Christ di Massey

- Anche se il film ha attirato un certo interesse nel pubblico della rete[14], un articolo di copertina sul settimanale The Stranger di Seattle ha evidenziato che Zeitgeist si basa soltanto su evidenza aneddotica[15], mentre altre pubblicazioni l'hanno criticato per l'utilizzo di citazioni di libri, commenti a voce, notizie e videoclip senza fornire l'esatta identificazione della fonte e l'indirizzo librario[16]. Una recensione del giornale The Irish Times lo definisce senza fonti ("unhinged") e accusa il film di offrire null'altro se non «perversioni surreali dei dibattiti su problemi autentici»[14].
- L'esistenza di Gesù è un fatto largamente accettato soprattutto per la sua presenza nelle altre due grandi religioni monoteiste. Per l'ebraismo è un falso profeta o presunto tale, infatti molti tra i suoi insegnamenti vengono confutati nel Talmud[17]. Nell'Islam, Gesù ("Yssa") è un profeta fondamentale, non morto sulla croce perché sostituito all'ultimo momento da Giuda Iscariota, ed i suoi insegnamenti antecedono e in parte ispirano quelli di Maometto. Secondo il Corano, Gesù tornerà alla fine dei tempi sulle "nubi".
- Gesù è citato anche in fonti storiche non religiose, come Giuseppe Flavio (Antichità giudaiche, di cui la testimonianza è tuttavia di autenticità dubbia), Tacito (Annali), Plinio il Giovane (Lettera a Traiano) e Svetonio (Vita dei dodici cesari), anche se per quest'ultimo autore esiste qualche dubbio perché è riportato il nome "Cresto" anziché "Cristo" (potrebbe trattarsi anche di un'altra persona)[18].
- Anche se del corpo di Gesù non rimane alcuna traccia, ciò non è prova di inesistenza (il cadavere potrebbe essere stato asportato nottetempo dal sepolcro, come hanno pensato gli scettici sulla risurrezione a partire dai contemporanei ebrei[19], e secondo alcuni traslato in un ossario famigliare[20]). Bisogna comunque ricordare che esisterebbero la tomba del suo apostolo e testimone diretto San Pietro che (come vuole la tradizione) si troverebbe nella Basilica di San Pietro in Vaticano ed anche la molto discussa Sindone di Torino, pur con svariate riserve sulla loro autenticità (ad esempio la recente datazione al carbonio-14 della Sindone, che la daterebbe ad un periodo molto più recente, circa XIII secolo, rispetto a quello in cui ha luogo la vita di Gesù). Per quanto riguarda i luoghi della Passione di Cristo a Gerusalemme, è noto che durante la costruzione di Aelia Capitolina, al tempo di Publio Elio Traiano Adriano, i romani distrussero il Golgota (utilizzandolo come una cava) e riciclarono molte pietre di edifici di Gerusalemme, abradendo le incisioni precedenti, per sradicare definitivamente sia l'ebraismo che il nascente cristianesimo.
- Riguardo all´ipotesi di una demolizione controllata degli edifici del World Trade Center, i presunti segni di taglio con termite alle travi in acciaio che vengono mostrati nel documentario sono il risultato delle operazioni di taglio operate dai pompieri per smantellare definitivamente i resti della struttura.[21]
- Per quanto riguarda i presunti dirottatori ancora vivi, un'inchiesta della rivista tedesca Der Spiegel del 2003 dimostrò l'assoluta inconsistenza di tale tesi, basata su semplici omonimie[22].
- La perizia di pilotaggio di Hani Hanjour è stata approfondita più volte e piloti di linea, nonché i suoi stessi addestratori, l'hanno in più occasioni ritenuto in grado di compiere agevolmente la manovra effettuata nell'attacco al Pentagono[23].
- Nella terza parte viene detto e dato per scontato più volte che la forma principale di moneta, se non l'unica, è la moneta legale emessa dalla Banca centrale. Tutto il discorso sul debito parte dal presupposto che la Banca Centrale è l'unico ente che può produrre moneta, ma ciò non è vero, in quanto vale solo per la moneta legale. Esistono in realtà altre forme di moneta oggi più usate, ad esempio la moneta bancaria e la moneta elettronica.
- La citazione dell'ex Presidente degli Stati Uniti Thomas Woodrow Wilson in cui pare rammaricarsi di aver approvato il Federal Reserve Act è in realtà un collage della campagna elettorale del 1912, pertanto risalente ad un anno prima dell'approvazione della legge sulla Federal Reserve[24].
- È falso che il congressista Louis Thomas McFadden venne assassinato prima di proporre l'impeachment, infatti la sua morte avvenne tre anni dopo che la sua proposta fu bocciata dal Congresso.[25]
- Il discorso di John Fitzgerald Kennedy è estrapolato da un altro contesto e rimontato per stravolgerne il significato.[26]